# Jessie Begarin
Jessie Begarin, né le 5 juillet 1988, aux Abymes, en Guadeloupe, est un joueur français de basket-ball. Il évolue au poste d'arrière.

## Biographie
Son frère Juhann, né en 2002, est aussi joueur de basket-ball. Issu de l'INSEP, il joue les saisons 2019-2020 et 2020-2021, en Pro B, au Paris Basketball.
Son frère, Jimmy, né en 1991, est, lors de la saison 2017-2018, entraîneur-jeunes à Pornichet, au sein du club local de basket-ball. Il s'occupe plus particulièrement des équipes Région en catégories U17M et U20M.

## Palmarès
- Champion d'Europe de basket-ball des 18 ans et moins 2006
- Médaille de Bronze au Championnat du Monde des 19 ans et moins 2007